# Мохаммад Джафар Морведж
Аятолла Мохаммад Джафар Морведж (перс. محمد جعفر مروج‎), полное имя Сейед Мохаммад Джафар ибн Али Джазайери Морведж-заде (перс. سید محمد جعفر بن محمد علی جزایری مروج زاده‎) — шиитский богослов XX века. 1910, Шуштар, Иран — 1998, Кум, Иран.

## Детство
Мохаммад Джафар родился в 1910 году в Шушаре, Хузестан в религиозной семье потомков пророка Мухаммеда. Он воспитывался в атмосфере любящей семьи, соблюдающей все каноны ислама.
Семья Морведж была в числе главных аристократических фамилий Шуштара, веками она воспитывала видных религиозных деятелей Ирана, таких как Сейед Нематулла Джазайери, который был правнуком седьмого шиитского имама Мусы аль-Казима.
Начальное образование будущий богослов получил у себя дома, в Шуштаре, его обучением лично занимался его отец аятолла Сейед Мохаммад Али Морведж Джазайери. После этого его обучал известный ученый того времени Адиб Сейед Али Аскар ибн Хоссейн Табиб Шуштари Джазайери.

## Научная и общественная жизнь
Для продолжения обучения Морведж переехал в Наджаф, Ирак, чтобы продолжать изучение богословия у лучших шиитских богословов того времени. Некоторое время он проучился в семинарии в Наджафе. Делая удивительные успехи в изучении шиитского права, вскоре он получил шиитский религиозный титул рафи-э иджтихад (араб. رفیع اجتهاد‎).
За короткий промежуток времени талант Морведжа стал известен на весь шиитский мир, он пользовался огромным уважением коллег. Однако через несколько лет из-за давления властей Ирака ему пришлось вернуться обратно в Иран. Он отправился в Ахваз, где его тепло встречали иранские ученые и богословы.
Он много лет преподавал богословие в Ахвазе вплоть до начала ирано-иракской войны в 1980 году. Ахваз одним из первых подвергся нападению иракцев, и Морведж вместе с другими жителями города вынужден был покинуть Хузестан, ставший театром боевых действий. Он переехал в Кум, где вновь стал преподавать богословие. В 1998 году ученый скончался. Как великий богослов того времени, он удостоился чести быть похороненным в мавзолее Фатимы Масуме в Куме.